# Helius (Helius) liliputanus
Helius (Helius) liliputanus is een tweevleugelige uit de familie steltmuggen (Limoniidae). De soort komt voor in het Oriëntaals gebied.